# Luc Van Hoyweghen
Luc Van Hoyweghen (1 de gener de 1929 - 30 de juny de 2013) fou un futbolista belga.

## Selecció de Bèlgica
Va formar part de l'equip belga a la Copa del Món de 1954 però no disputà cap partit.